# بادينغتون: المسرحية الموسيقية
بادينغتون: المسرحية الموسيقية (بالإنجليزية: Paddington: The Musical) هي مسرحية موسيقية قادمة بموسيقى وكلمات توم فليتشر وكتاب من تأليف جيسيكا سويل، استنادًا إلى قصص الدب بادينغتون التي كتبها مايكل بوند.
ومن المقرر أن يتم عرض المسرحية الموسيقية لأول مرة عالميًا في مسرح سافوي في ويست إند بلندن اعتبارًا من 1 نوفمبر 2025.

## خلفية
في 12 ديسمبر 2023، أُعلن أن المسرحية الموسيقية قيد التطوير من قبل سونيا فريدمان بروداشنز و ستوديو كنال وإنتاجات إليزا لوملي نيابة عن مجموعة يونيفرسال الموسيقية. سيتم إخراج المسرحية الموسيقية بواسطة لوك شيبرد ومن المقرر افتتاحها في المملكة المتحدة في عام 2025 بعد ورش العمل في عامي 2023 و2024. ومن المقرر إطلاق العرض بحلول نهاية عام 2025، في مسرح ويست إند.

## إنتاج
في أبريل 2025، أُعلن أن مسرحية بادينغتون: المسرحية الموسيقية ستُعرض لأول مرة عالميًا في ويست إند بمسرح سافوي، ومن المقرر أن تبدأ العروض في الأول من نوفمبر 2025. لم يتم الإعلان عن تفاصيل اختيار الممثلين والإبداع الكاملة بعد.